# Premiul Lalande

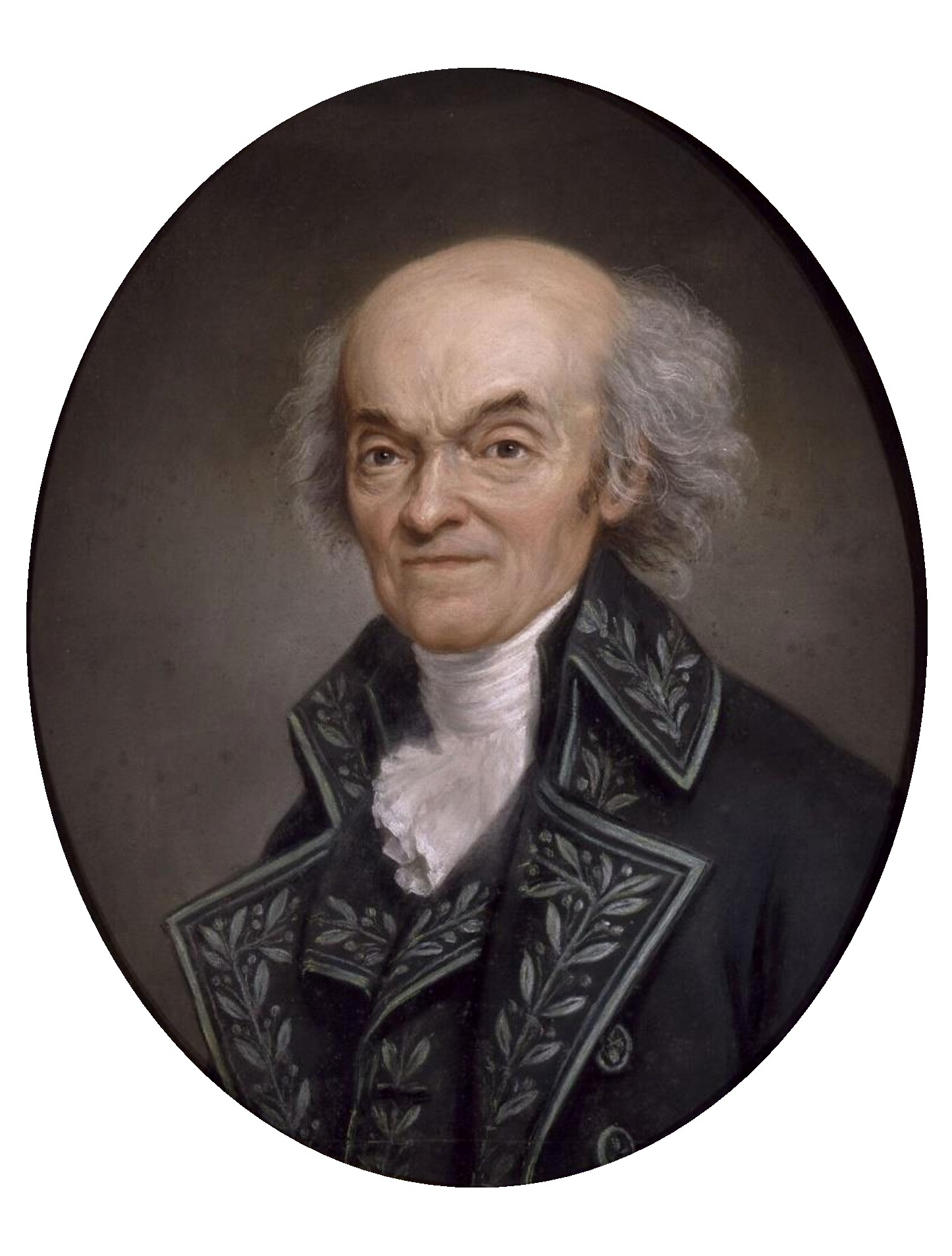
Jérôme Lalande

Premiul Lalande, în franceză: Prix Lalande, este o recompensă de astronomie care a fost atribuită de Academia Franceză de Științe din 1802 până în 1970.
Apoi a fost reunit cu premiul fundației Benjamin Valz sub denumirea franceză de Prix Lalande-Benjamin Valz (în română: Premiul Lalande-Benjamin Valz), care a fost atribuit până în 1996. Din 1997, împreună cu alte fundații a fost creată Marea Medalie, în franceză: la Grande Médaille.

## Istorie
În 1801, cu câțiva ani înainte de moarte, survenită în 1807, Joseph Jérôme Lefrançois de Lalande a făcut o donație Academiei Franceze de Știință pentru ca aceasta să aibă mijloacele financiare să atribuie, în fiecare an, un premiu „persoanei care va fi făcut observația cea mai curioasă sau memoriul cel mai util la progresul Astronomiei, în Franța sau aiurea”.

## Laureați (listă parțială)
- 1803 : Giuseppe Piazzi
- 1804 : Karl Ludwig Harding
- 1810 : Carl Friedrich Gauss
- 1817 : John Pond
- 1818 : Jean-Louis Pons
- 1825 : John Herschel, James South
- 1834 : George Biddell Airy
- 1835 : James Dunlop, la observatorul din Sidney, Boguslawski, la observatorul din Breslau, azi Wroclaw (Polonia)
- 1839 : Johann Gottfried Galle de la observatorul din Berlin
- 1840 : Karl Bremicker din Berlin
- 1841 : neatribuit
- 1842 : neatribuit
- 1844 : Hervé Faye
- 1844 : Francis de Vico de la observatorul colegiului roman, Heinrich Louis d'Arrest
- 1851 : John Russell Hind, Annibale de Gasparis
- 1852 : John Russell Hind, Annibale de Gasparis, Robert Luther, Jean Chacornac, Hermann Goldschmidt
- 1854 : Robert Luther, Albert Marth, John Russell Hind, James Ferguson și  Hermann Goldschmidt
- 1855 : Jean Chacornac, Robert Luther și Hermann Goldschmidt
- 1856 : Jean Chacornac și Norman Pogson
- 1857 : Hermann Goldschmidt et Karl Christian Bruhns
- 1858 : A. Laurent, Hermann Goldschmidt, George Mary Searle, Horace Parnell Tuttle, August Winnecke și Giovanni Battista Donati[1]
- 1859 : Horace Parnell Tuttle
- 1860 : Robert Luther
- 1861 : Ernst Wilhelm Tempel, Robert Luther și Hermann Goldschmidt
- 1862 : Alvan Clark
- 1865 : Richard Carrington
- 1866 : Warren de la Rue
- 1867 : Thomas Maclear
- 1868 : Giovanni Schiaparelli
- 1869 : Jules Janssen
- 1870 : William Huggins
- 1876 : Johann Palisa
- 1878 : Asaph Hall
- 1882 : Lewis Swift
- 1883 : Guillaume Bigourdan
- 1885 : Louis Thollon
- 1887 : Nils Christoffer Dunér
- 1888 : Joseph Bossert
- 1889 : François Gonnessiat
- 1891 : Guillaume Bigourdan
- 1892 : Edward Emerson Barnard
- 1893 : Leopold Schulhof (Lipot sau Leopold)
- 1894 : Stéphane Javelle
- 1895 : Maurice Hamy
- 1896 : Pierre Puiseux
- 1898 : Charles Dillon Perrine, observatorul Lick
- 1899 : William Robert Brooks
- 1900 : Michel Giacobini
- 1901 : John M. Thome (Macon sau Macom)
- 1903 : William Wallace Campbell
- 1906 : William Henry Pickering
- 1908 : William Lewis Elkin
- 1911 : Lewis Boss
- 1912 : Hermann Kobold și Carl Wilhelm Wirtz
- 1913 : Jean Bosler
- 1914 : Joseph-Noël Guillaume
- 1915 : Lucien d'Azambuja
- 1916 : Jérôme-Eugène Coggia
- 1917 : Robert Jonckhèere
- 1919 : Vesto Slipher
- 1922 : Henry Norris Russell
- 1924 : Jules Baillaud